# Mała Cerkwica
Mała Cerkwica – wieś w Polsce położona w województwie kujawsko-pomorskim, w powiecie sępoleńskim, w gminie Kamień Krajeński.
Wieś duchowna Cerkwica, własność arcybiskupstwa gnieźnieńskiego, pod koniec XVI wieku leżała w powiecie nakielskim województwa kaliskiego.
W latach 1954–1968 wieś należała i była siedzibą władz gromady Mała Cerkwica, po jej zniesieniu w gromadzie Kamień. W latach 1975–1998 miejscowość administracyjnie należała do województwa bydgoskiego. Według Narodowego Spisu Powszechnego (III 2011 r.) liczyła 416 mieszkańców. Jest czwartą co do wielkości miejscowością gminy Kamień Krajeński.